# Nysius beardsleyi
Nysius beardsleyi är en insektsart som beskrevs av Ashlock 1966. Nysius beardsleyi ingår i släktet Nysius och familjen fröskinnbaggar. Inga underarter finns listade i Catalogue of Life.